# اوتنیتسه
اوتنیتسه (به چکی: Otnice) یک منطقهٔ مسکونی در جمهوری چک است که در ناحیه ویشکوو واقع شده‌است. اوتنیتسه ۱٬۴۰۵ نفر جمعیت دارد.